# 中国科学院上海生命科学研究院
中国科学院上海生命科学研究院（简称上海生科院）是已撤销的中国科学院直属事业单位，成立于1999年7月，是中国生命科学领域重要的综合性国立研究机构，由原上海地区的中国科学院8个生命科学研究所和2个研究中心的基础上组建而成。

## 历史沿革
1998年6月9日，中国国家科教领导小组原则通过了中国科学院《知识创新工程试点的汇报提纲》，中科院决定组建8个研究基地（中国科学院知识创新工程首批试点单位），上海生命科学研究院即为其中之一。
最初由中国科学院上海生物化学研究所、上海细胞生物学研究所、上海生理学研究所、上海脑研究所、上海药物研究所、上海植物生理研究所、上海昆虫研究所和上海生物工程研究中心等8个生物学研究所经结构调整、体制创新而组建成立。
后又有中国科学院国家基因研究中心、上海生命科学研究中心、中国科学院上海实验动物中心、中国科学院上海文献情报中心等相继整建制进入。
上海生命科学研究院与研究所之间实行“一级法人、两级管理”的体制，研究所是具有相应人事权和财权的学术研究机构。此外，药物研究所、巴斯德研究所还具有法人资格。
2019年，中国科学院生物化学与细胞生物学研究所、中国科学院神经科学研究所和中国科学院植物生理生态研究所重新成为独立法人事业单位。

## 研究机构
- 中国科学院生物化学与细胞生物学研究所
- 中国科学院神经科学研究所
- 中国科学院植物生理生态研究所
- 中国科学院上海营养与健康研究所
- 中国科学院上海药物研究所
- 中国科学院上海巴斯德研究所

## 历任院长
1. 吴建屏（1999年－2000年）
2. 裴钢（2000年－2007年）
3. 陈晓亚（2008年－2013年）
4. 李林（2013年－2019年）[5]